# 張育
張 育（ちょう いく、? - 374年）は、五胡十六国時代の人物。蜀郡の出身。学問の神である文昌帝君の源流となった人物である。

## 生涯
寧康2年（374年）5月、張育は前秦による益州統治を拒み、蜀郡の楊光と共に挙兵して反乱を起こした。益州は成漢滅亡後は東晋の領土であったが、寧康元年（373年）に前秦の鎮南将軍楊安より侵攻を受け、以後は前秦の領土であった。
これに応じた衆は2万にも上り、巴獠（異民族）もまた張育に呼応した。前秦君主苻堅は反乱の報を聞き、鎮軍将軍鄧羌に甲士5万を与えて討伐を命じた。
張育は東晋へ使者を派遣して救援を請うと、東晋朝廷は要請に応じて益州刺史竺瑶・威遠将軍桓石虔を差し向けた。竺瑶らは3万の兵を率いて墊江を攻め、前秦の将軍姚萇を敗って五城へ撤退させると、巴東まで軍を進めた。
その後、張育は蜀王を自称すると、巴獠の酋長である張重・尹万ら5万人余りを率いて成都を包囲した。
6月、張育は黒龍と元号を建てた。
7月、張育は張重らと権力闘争で対立し、互いに攻め合うようになった。楊安・鄧羌はこれに乗じて張育軍を襲撃すると、張育は楊光と共に綿竹へ退いた。
8月、東晋軍は涪西において鄧羌の前に敗れ去った。
9月、楊安は成都の南において張重・尹万を破り、張重は戦死して2万3千人が討ち取られた。鄧羌が綿竹へ軍を進めると、張育は楊光と共にこれを迎え撃ったが、敗北を喫して討ち取られた。これにより、益州の反乱は鎮圧された。

## 文昌帝君
張育の死後、蜀の民はその死を悼んで梓潼にある七曲山に張育の祠を建立した。やがて張育は龍神の化身として崇められるようになり、『雷澤龍王』と呼び敬われるようになった。
七曲山には以前より、梓潼の土着神である『亜子』の祠が存在しており、これは張育の祠のすぐ傍にあった。その為、いつしか両者は同一視されるようになり、『張亜子』と呼ばれる様になった。姚萇が後秦政権を樹立すると、秦の地に『張相公廟』立てて張亜子を祀ったという。
唐朝においては張亜子の信仰は非常に盛んとなり、玄宗は張亜子の祭祀を盛大に行って左丞相に追封し、僖宗もまた光明2年（881年）に自ら張亜子の祭祀を行って済順王に封じ、自らの持っていた『尚方剣』を廟に捧げた。唐朝皇帝の崇拝により張亜子の存在は急速に知れ渡り、次第に地方神としての範疇を超えて中華全域に影響を及ぼすようになった。
宋の時代になると学問の神として崇められるようになり、科挙の試験を受けようとする者はみなこの神を奉じたという。やがて道教における学問の象徴である文昌星の化身と見做され、文昌帝君と呼び敬われるようになった。宋の真宗からは英顕武烈王に封じられ、光宗からは忠文仁武孝徳聖烈王に封じられ、理宗からは神文聖武孝徳忠仁王に封じられた。また、元の仁宗からは延祐3年（1316年）に輔元開化文昌司禄宏仁帝君に封じられた。
現在でも、特に中国南部において文昌帝君は信仰されている。